# Otomops wroughtoni
Otomops wroughtoni é uma espécie de morcego da família Molossidae. Pode ser encontrada em duas áreas disjuntas, uma na Índia e outra no Camboja.